# Юр'єваць-Пунитовацький
45°26′ пн. ш. 18°26′ сх. д. / 45.43° пн. ш. 18.44° сх. д.
Юр'єваць-Пунитовацький (хорв. Jurjevac Punitovački) — населений пункт у Хорватії, в Осієцько-Баранській жупанії у складі громади Пунитовці.

## Населення
Населення за даними перепису 2011 року становило 317 осіб.
Динаміка чисельності населення поселення:

## Клімат
Середня річна температура становить 11,05 °C, середня максимальна – 25,46 °C, а середня мінімальна – -6,19 °C. Середня річна кількість опадів – 690 мм.
| Клімат поселення                              | Клімат поселення | Клімат поселення | Клімат поселення | Клімат поселення | Клімат поселення | Клімат поселення | Клімат поселення | Клімат поселення | Клімат поселення | Клімат поселення | Клімат поселення | Клімат поселення | Клімат поселення |
| Показник                                      | Січ.             | Лют.             | Бер.             | Квіт.            | Трав.            | Черв.            | Лип.             | Серп.            | Вер.             | Жовт.            | Лист.            | Груд.            |                  |
| Середній максимум, °C                         | 5,72             | 8,02             | 12,67            | 17,25            | 22,36            | 25,46            | 25,28            | 24,90            | 20,94            | 15,50            | 9,50             | 5,51             |                  |
| Середня температура, °C                       | −0,21            | 2,09             | 6,70             | 11,28            | 16,38            | 19,48            | 21,17            | 20,79            | 16,80            | 11,37            | 5,40             | 1,40             |                  |
| Середній мінімум, °C                          | −6,19            | −3,9             | 0,73             | 5,32             | 10,45            | 13,51            | 17,02            | 16,66            | 12,70            | 7,21             | 1,22             | −2,7             |                  |
| Норма опадів, мм                              | 44               | 41               | 42               | 52               | 63               | 88               | 65               | 62               | 52               | 60               | 67               | 54               |                  |
| Середньомісячна швидкість вітру, м/с          | 2.20             | 2.41             | 2.70             | 2.60             | 2.30             | 2.12             | 2.10             | 1.90             | 1.90             | 2.00             | 2.12             | 2.20             |                  |
| Середньомісячна сонячна радіація, кДж/м²·день | 4276             | 6903             | 10910            | 15429            | 19317            | 21377            | 22188            | 20366            | 14895            | 9360             | 4821             | 3575             |                  |
| --------------------------------------------- | ---------------- | ---------------- | ---------------- | ---------------- | ---------------- | ---------------- | ---------------- | ---------------- | ---------------- | ---------------- | ---------------- | ---------------- | ---------------- |
| Джерело:                                      |                  |                  |                  |                  |                  |                  |                  |                  |                  |                  |                  |                  |                  |